# Matthew Brady (cầu thủ bóng đá)
Matthew Brady (sinh ngày 27 tháng 10 năm 1977) là một cựu cầu thủ bóng đá người Anh thi đấu ở Football League cho Barnet và Wycombe Wanderers.